# John Evan

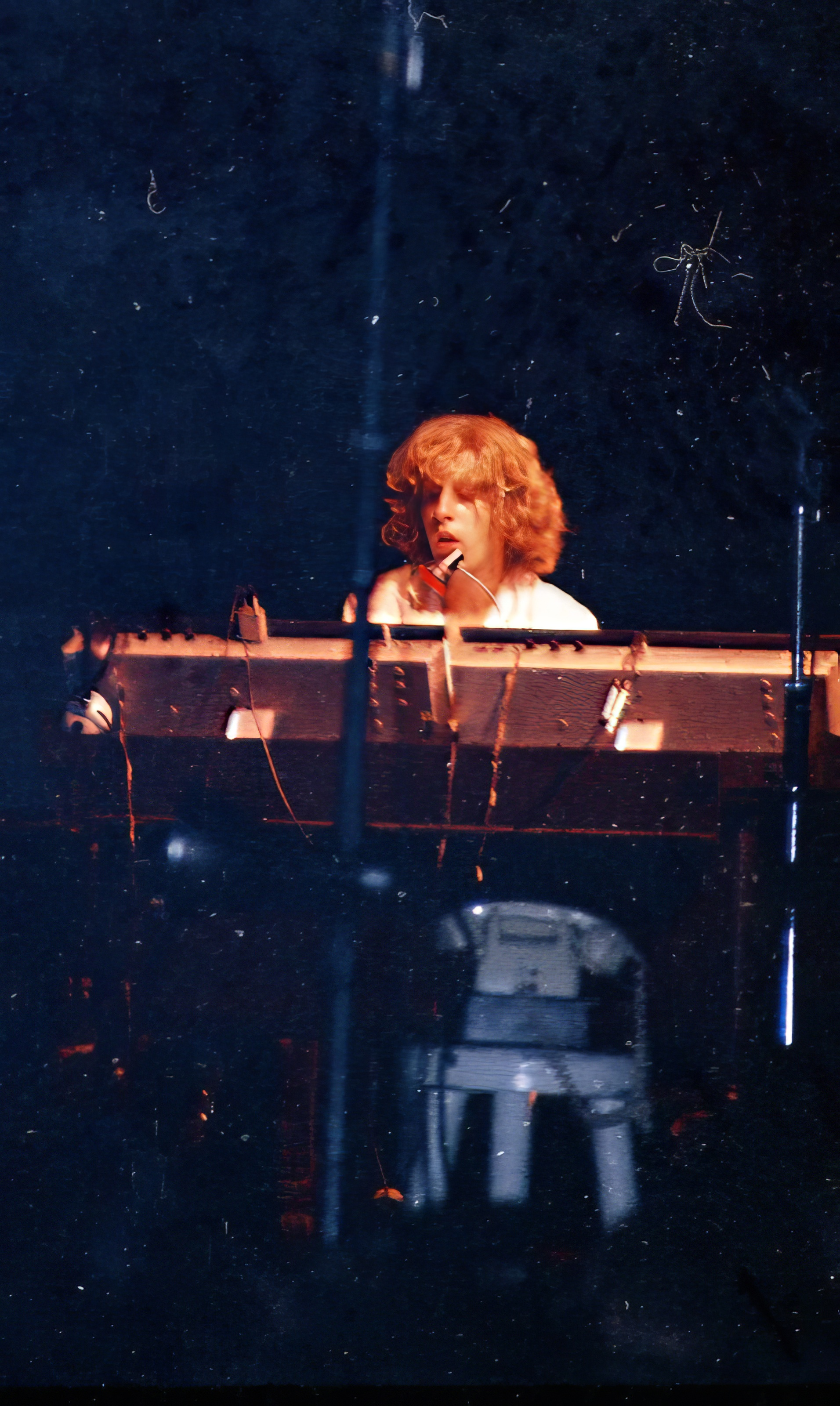
John Evan (1973)

John Evan, eigentlich John Spencer Evans, (* 28. März 1948 in Blackpool, England) ist ein britischer Musiker. Er war von 1970 bis 1980 Keyboarder von Jethro Tull.

## Leben
Seine erste Band The Blades gründete er 1963 mit Ian Anderson. Die Band nannte sich von 1965 bis 1966 John Evans Band. Weitere Mitglieder waren Jeffrey Hammond und Barriemore Barlow. Ein Jahr später wurde aus ihnen John Evans Smash, wobei Jeffrey Hammond von Glenn Cornick ersetzt wurde. In dieser Zeit verkürzte Evans seinen Namen zu Evan. 1968 erfolgte die Gründung von Jethro Tull ohne John Evan. Er wurde erst 1970, bei den Aufnahmen zum dritten Jethro-Tull-Album Benefit, Mitglied der Band. Auf dem Cover ist Evan aber nicht als Gruppenmitglied abgebildet. Dennoch ist er auf einigen Titeln (Alive and Well an Living in, Son, Play in Time, Sossity; You’re a Woman und Teacher) am Klavier und an der Orgel zu hören.
Insgesamt wirkte John Evan an zwölf Jethro-Tull-Alben mit. Nachdem 1980 das Album Stormwatch erschienen war, trennten sich Evan und David Palmer von Jethro Tull. Sie gründeten die Band Tallis, die aber kommerziell erfolglos blieb. Später wurde John Evan ein recht erfolgreicher Bauunternehmer. Heute lebt er in Australien.